# Рахав

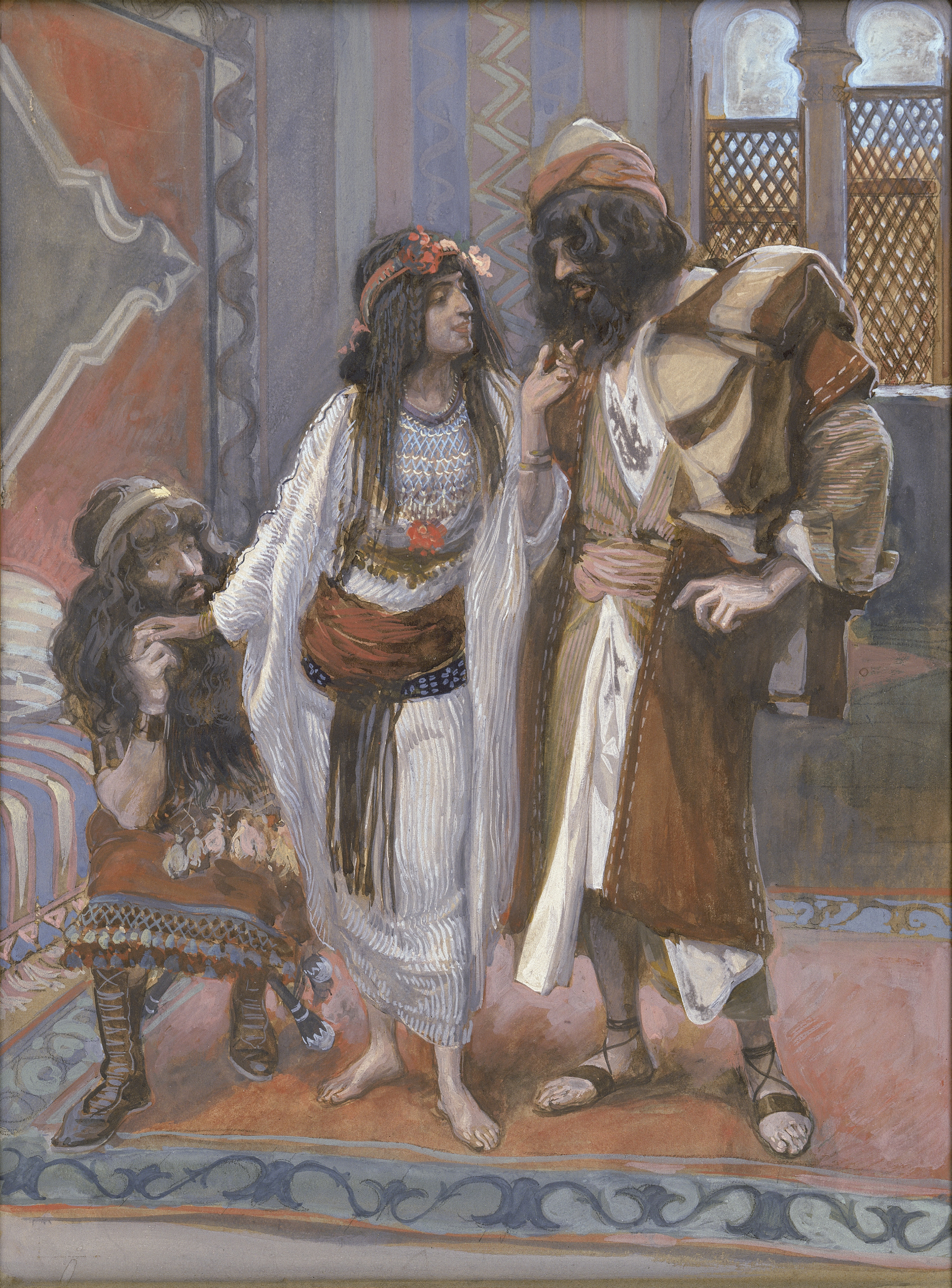
Рахав та два шпигуни Ісуса Навина. Картина Джеймса Тиссо

Рахав — мешканка Єрихона, блудниця, яка згідно з Книгою Ісуса Навина, заховала в своєму будинку двох розвідників з війська Ісуса Навина і за те, при взятті міста була разом з усіма родичами помилувана. Рахав причислена у посланні апостола Павла до Євреїв (Євр. 11:31) до свідків віри.

## Історія
Ісус Навин перед тим як перейти Йордан послав двох розвідників у Єрихон. Розвідники заночували у Рахав. Про це стало відомо цареві Єрихону і він послав людей до неї, щоб вона видала ізраїльських розвідників. Коли солдати з міста прийшли до неї додому, щоб заарештувати цих двох шпигунів, Рахав сховала їх на терасі у бадиллі льону. Людям царя Рахав підтверджує, що в неї були двоє чоловіків, проте не знає хто вони і сказала людям, що ті двоє вже покинули місто, та якщо люди поспішать, то ще наздоженуть цих двох. Люди кинулися за ними навздогін шляхом до Йордану, до броду. У той час, Рахав розповідає розвідникам про жах який охопив мешканців Єрихону перед ізраїльтянами, та про обіцяну їм Богом землю. За те, що вона заховала їх, Рахав взяла клятву з розвідників залишити її і родичів живими, а сама обіцяла не розголошувати про напад війська Ісуса Навина. Розвідники сказали помітити їй вікно у будинку червоною мотузкою. Все решта населення Єрихону, окрім родини Рахав, було поголовно перебито.

### Новий Завіт
Окрім причислення Рахав до свідків віри у посланні апостола Павла до Євреїв, вона також вказана у числі чотирьох жінок, поряд з Тамар, Рут і Ветсавією у родоводі Ісуса Христа в Новому Заповіті, як дружина Салмона, матір Боаза.